# Cmentarz w Zambrowie
Katolicki cmentarz grzebalny w Zambrowie – został założony w 1795 roku, przez księdza Marcina Krajewskiego, miejscowego proboszcza. Powstał w odległości około 600 m od kościoła, na obszarach należących do parafii. Pierwotnie cmentarz liczył 105 m długości i 75 szerokości; w 1822 roku powiększono go do wielkości 0,76 ha. Obecnie ma on kształt wydłużonego prostokąta o wymiarach 225 × 87,5 m i zajmuje 2,3 ha. W 1868 roku ksiądz Paweł Makowski zbudował solidne, kamienne ogrodzenie (data widoczna na kamieniu po lewej stronie przy bramie głównej). Wówczas też wzniesiono, istniejącą do dziś, główną bramę cmentarza. Ogrodzenie polecił naprawić ksiądz proboszcz Piotr Włostowski w 1900 roku, co z kolei dokumentuje data na sklepieniu muru po prawej stronie bramy głównej.
W ciągu ponad dwustu lat istnienia zmieniała się struktura cmentarza. Dawniej w południowej jego części, w rogu po lewej stronie znajdowało się miejsce przeznaczone do pochówku dzieci nieochrzczonych, a po prawej stronie była kostnica do składania kości przenoszonych z tymczasowych grobów, bądź zlikwidowanych miejsc pochówku (także z cmentarza przykościelego). W północno-wschodniej części cmentarza znajdowało się miejsce przeznaczone do chowania niekatolików, oddzielone małym rowem od reszty nekropolii. W każdym z czterech rogów cmentarza ustawione były drewniane krzyże.
Najważniejszym z elementów zambrowskiego parafialnego cmentarza grzebalnego jest kaplica grobowa księdza Marcina Krajewskiego, która stanowi najstarszy wolno stojący zabytek architektoniczny w Zambrowie. Jest to drewniana konstrukcja na planie kwadratu, zrębowa, szalowana i podpiwniczona. Dach czterospadowy, gontowy, zwieńczony jest obeliskową sterczyną pobitą blachą. W latach 70. XX wieku do budowli dodano murowane schodki i zadaszenie nad wejściem. Nad drzwiami kaplicy widnieje napis, informujący o fundatorze budowli oraz o restauracji kaplicy w 1866 roku. Poniżej znajduje się wiersz:

Tu leżą kości waszych ojców, matek

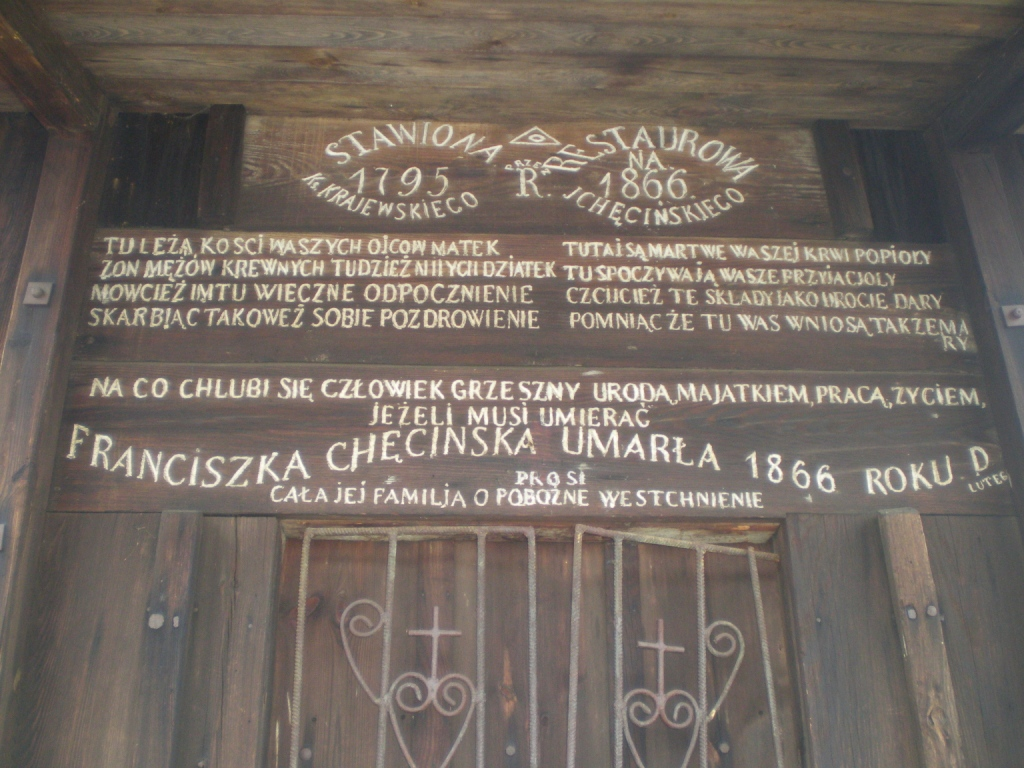
inskrypcja nad wejściem do kaplicy Krajewskich

żon, mężów, krewnych tudzież innych dziatek
Mówcie im tu wieczne odpoczywanie
Skarbiąc takoweż sobie pozdrowienie
Tutaj są martwe waszej krwi popioły
Tu spoczywają wasze przyjacioły
Czcijcież te składy jako drogie dary
Pomnąc, że tu nas wniosą także mary.

Dolną część napisu stanowi epitafium Franciszki Chęcińskiej.
Wnętrze kaplicy ozdobione jest późnobarokową polichromią z iluzjonistycznym ołtarzem oraz sześcioma przedstawieniami tańca śmierci. Jest to najciekawszy w północno-wschodniej Polsce przykład ukazania dance macabre. Malowidła na prawo od wejścia ukazują spotkania ze śmiercią kilku osób: szlachcianki, szlachcica, dwóch pijących szlachciców, na lewo zaś: księdza, chłopki, żołnierza (lub myśliwego). Są to osoby reprezentujące miejscową społeczność, co miało znaczenie dla edukacyjnego wymiaru malowideł. Postacie z prawej strony są negatywne, z lewej zaś pozytywne. Wewnątrz kaplicy, ponad drzwiami, umieszczono tablicę erekcyjną z herbem Krajewskich – Jasieńczyk, nad którym znajduje się kapelusz kanonicki i łaciński napis:

Obecny tu Cmentarz zgodnie z dawnym sposobem
Budowania przez chrześcijan i zgodnie z nieskażoną opinią
świadków, razem z tą kaplicą Marcin Krajewski
Kanonik Katedralny płocki, oficjał łomżyński,
rycerz orderu św. Stanisława, prepozyt zambrowski
i nowogrodzki zbudował w 1795 roku i poświęcił Bogu.
Gdy na nie spojrzysz pamiętając o swojej śmierci
proś o wieczny pokój dla umarłych.

Drugą budowlą, znajdującą się na zambrowskim cmentarzu parafialnym, jest neoromańska kaplica grobowa rodziny Woyczyńskich (dziedziców majątku Poryte-Jabłoń). Wybudował ją na grobie małżonki Piotr Woyczyński ok. 1870 roku, prawdopodobnie według projektu Bolesława Muklanowicza, który projektował również kościół Trójcy Przenajświętszej. Jest to murowana i otynkowana budowla na planie wydłużonego prostokąta. Nad wejściem, ponad tynkową półkolistą arkadą znajduje się biforium, a w szczycie zachodnim – przezrocze na sygnaturkę. Wewnątrz kaplicy umieszczono krzyż i murowany ołtarz, u którego podstawy stoi model trumny. Na ołtarzu jest obraz przedstawiający chrzest Chrystusa.
Oficjalne dane służb konserwatorskich podają, że na cmentarzu znajduje się kilkadziesiąt nagrobków z 2. połowy XIX wieku i kilkaset z pierwszej połowy XX wieku. Dane te są jednak mało prawdopodobne. Najstarszy zachowany nagrobek pochodzi z 2. połowy XIX w. Jest to mogiła Marianny Kołomyjskiej, zmarłej 8 stycznia 1878 roku. Godne uwagi są też liczne nagrobki księży katolickich, zwłaszcza te pochodzące z ostatnich lat XIX i pierwszych lat XX wieku. Warto również wspomnieć o grobie 20-letniego Henryka Perkowskiego (zginął on pod kołami wozu pancernego podczas robotniczych wystąpień w grudniu 1970 roku w Szczecinie), symbolicznej mogile Włodzimierza Witkowskiego zamordowanego w Katyniu, grobach (zmarłych w latach międzywojennych) żołnierzy zambrowskiego garnizonu, wreszcie mogiłach partyzantów poległych w 1944 roku podczas bitwy w Czerwonym Borze.
Oprócz grobów indywidualnych i rodzinnych na zambrowskim cmentarzu znajdują się mogiły zbiorowe. Najważniejsza z nich to mogiła powstańców styczniowych poległych podczas starcia pod Zbrzeźnicą w 1863 roku. Pomnik na ich grobie zbudowano w 1933 roku, z inicjatywy oficerów Szkoły Podchorążych Rezerwy Piechoty w Zambrowie. Napis na pomniku brzmi: „Powstańcom z roku 1863–64. Kołakowski, Liżewski, Wilczewski, Brucki, Chenciński, Leżański, Bargielski, Michalski, Mieczkowski, Kaczyński, Zaremba, Załuska i 28 nieznanych Powstańców”.
W grobie, sąsiadującym z tą mogiłą, pochowano żołnierzy września 1939 roku, ekshumowanych z okolic Zambrowa. Napis na nim brzmi: „Żołnierzom poległym w II wojnie światowej 1939–1945”. Kpt. Romuald Kudykis, por. Ryszard Jednacz, por. Kazimierz Michalewski (faktycznie podporucznik, zginął 10 IX 1939), podch. Tadeusz Blikarski, strz. Edmund Modzelewski, strz. Józef Grzywaczyk i 40-stu nieznanych żołnierzy”. W latach 90. XX w. ustawiono na niej dodatkowy drewniany krzyż, upamiętniający Paolina Cinotiego i innych żołnierzy włoskich zmarłych w latach 1943–1944 w obozie jenieckim w Zambrowie.
W alei głównej znajduje się pomnik poświęcony mieszkańcom Zambrowa, rozstrzelanym w kwietniu 1943 roku w Jeziorku koło Łomży. Wśród straconych było 9 nauczycieli, 6 uczniów szkół średnich, 7 urzędników, 5 wojskowych, 3 lekarzy, 3 rzemieślników, 2 kupców, 2 robotników i 7 innych osób. 8 spośród tych osób nie skończyło 21 lat. Między pomordowanymi znalazły się dwie rodziny nauczycielskie. Pomnik został gruntownie odnowiony w 1992 roku staraniem zambrowskiego koła Światowego Związku Żołnierzy Armii Krajowej. Wówczas również w centralnej części pomnika umieszczono tablicę dokumentującą renowację.
W pierwszej alei od wejścia po prawej stronie cmentarza znajduje się zbiorowa mogiła milicjantów poległych w pierwszych latach powojennych.
W 1976 roku w bezpośrednim sąsiedztwie parafialnego cmentarza grzebalnego powstał cmentarz komunalny. W 1987 roku zambrowski cmentarz parafialny został wpisany na listę zabytków pod numerem 324/87.